# Adiri
Adiri (tiếng Ả Rập: ادري Adrī) là đô thị thủ phủ của quận Wadi Al Shatii tại Libya. Đô thị có dân số là 4.611 người (năm 2010).